# Cratere Izanagi
Izanagi è un cratere sulla superficie di Rea.